# Landwirtschaftliche Pacht

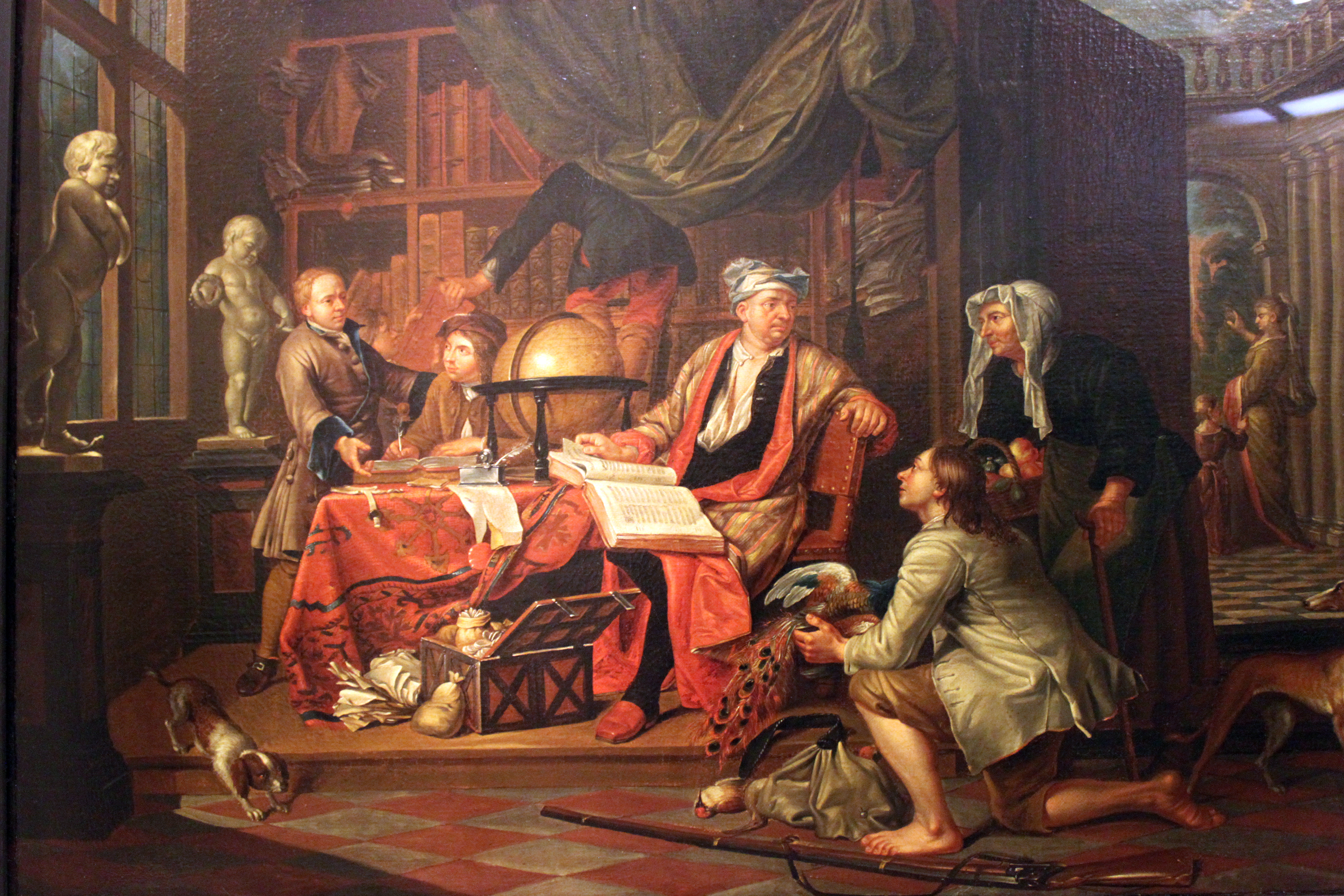
Horemans, 1767: Bauern liefern dem Grundherren einen Pachtzins in Naturalien ab, Deutsches Historisches Museum Berlin

Für den landwirtschaftlichen Pachtvertrag schreibt das Schweizer Gesetz keine besondere Form vor. Dieser kann deshalb schriftlich oder mündlich zustande kommen. Er untersteht in jedem Fall den pachtrechtlichen Bestimmungen. Um späteren Meinungsverschiedenheiten vorzubeugen, ist es ratsam, den Vertrag in der Regel im Doppel schriftlich abzufassen oder einen Mustervertrag zu verwenden.

## Minimale Pachtdauer
Für die erstmalige Verpachtung gelten die folgenden Mindestpachtdauern:
- 9 Jahre für landwirtschaftliche Gewerbe
- 6 Jahre für einzelne Grundstücke

Es ist den Vertragspartnern freigestellt, Verträge für eine längere Dauer abzuschliessen. Die meisten Verträge erneuern sich stillschweigend. Die gesetzlich vorgeschriebene, minimale Fortsetzungsdauer beträgt sowohl für landwirtschaftliche Gewerbe wie auch für einzelne Grundstücke 6 Jahre. Der Abschluss von Pachtverträgen für eine bestimmte Dauer ohne Fortsetzung (Fixpachten) ist möglich, sofern die Mindestpachtdauer eingehalten wird.
Eine kürzere Pachtdauer als die gesetzlich vorgegebene – sei es bei der erstmaligen Verpachtung oder bei der Fortsetzung – ist nur mit einer amtlichen Bewilligung gültig. Das landwirtschaftliche Pachtgesetz sieht folgende Bewilligungsgründe vor:
- der Pachtgegenstand liegt teilweise in der Bauzone
- es liegen persönliche oder sachliche Gründe vor (zum Beispiel Alter des Pächters oder Verwendung des Pachtgegenstandes für öffentliche Zwecke)

### Pachtzinsberechnung
Der Pachtzins für landwirtschaftliche Gewerbe ist bewilligungspflichtig. Der Verpächter hat den Pachtvertrag innert dreier Monate nach Pachtantritt der zuständigen Behörde zu unterbreiten. Der höchstzulässige Pachtzins für landwirtschaftliche Gewerbe setzt sich zusammen aus:
- 3,5 % des Ertragswertes und
- 85 % der Gebäudemietwerte

Der höchstzulässige Pachtzins für landwirtschaftliche Grundstücke setzt sich zusammen aus dem Basispachtzins, den örtlich bedingten Zuschlägen oder Abzügen und den betriebsbezogenen Zuschlägen. Der Basispachtzins beträgt 9 % des Ertragswertes. Die zuständige Bewilligungsbehörde kann den Basispachtzins um bis zu 15 % erhöhen oder vermindern, um den besonderen örtlichen Verhältnissen (Betriebsstrukturen, Bewirtschaftungsverhältnisse) Rechnung zu tragen. Betriebsbezogene Zuschläge von je 15 % sind dann zulässig, wenn das Grundstück dem Pächter eine bessere Arrondierung des Betriebes ermöglicht und/oder für den Betrieb des Pächters günstig liegt.

### Beendigung der Pacht
Der Pachtvertrag kann in gegenseitigem Einverständnis oder aufgrund einer Kündigung aufgelöst werden. Die Kündigungsfrist beträgt ein Jahr. Sie muss schriftlich erfolgen. Es kann nur auf das Ende einer Pachtperiode gekündigt werden. Bei Fixpachtverträgen ist keine Kündigung nötig.
Ist die Erfüllung des Vertrags für eine Partei aus wichtigen Gründen unzumutbar geworden, so kann sie die Pacht auf den folgenden Frühjahrs- oder Herbsttermin schriftlich kündigen. Die Kündigungsfrist beträgt sechs Monate. In diesem Fall bestimmt der Richter die vermögensrechtlichen Folgen unter Würdigung aller Umstände.